# Mollicia minki
Mollicia minki är en kräftdjursart som beskrevs av Poulsen 1973. Mollicia minki ingår i släktet Mollicia och familjen Halocyprididae. Inga underarter finns listade i Catalogue of Life.